# Stavy
Společenský stav je sociální skupina vnitřně spjatá určitým mocenským, právním postavením ve společnosti, přičemž je tímto postavením vymezena vůči jiným společenským skupinám, stavům. Příslušnost k danému stavu je zpravidla dědičná. Za základní kritérium rozvrstvení společnosti nejsou považovány tržní vztahy ani majetková úroveň, ale tradice a právní úprava postavení jednotlivců.  Podobně jako u kastovnictví je stavovství vlastně zjednodušeným příbuzenstvím ve společnostech, které se staly natolik početné, že si každý jejich člen nemůže pamatovat svá práva a povinnosti vůči všem ostatním členům skupiny, v níž žije. Stavovská příslušnost signalizuje druhým, jaké povinnosti a práva přísluší každému člověku jeho zrozením. V neposlední řadě reguluje i ekonomické postavení. Určuje, jaký nárok má kdo na statky a služby, jež jsou ve společnosti k dispozici. Ve výjimečných případech je nicméně možné, aby, jednotlivec za určitých podmínek změny svého stavu dosáhl. Pojem stavu se objevuje také v souvislosti se zastupitelstvím, s reprezentací a s jejím oprávněním spoluřídit zemi. V tomto smyslu je pak pojmem politickým, mocenským. Vrstvy obyvatel v nevýhodném postavení, často sedláci a proletariát, takové zastoupení nemají. Nejsou proto „stavem“.

## Rozdíl společenských tříd a společenských stavů
Třídní příslušnost má jiný význam než stavovská příslušnost. Člověk je zařazen do jisté třídy podle toho, co může nabídnout na trhu (např. kapitál, půdu, pracovní sílu). Příjem členů jednotlivých tříd je stanoven prostřednictvím trhu, jejich pozice a prestiž jsou dány výší jejich příjmu. Třídy se tedy formují jako sociální důsledek toho, že ekonomika začala být regulována trhem a osamostatnila se od zbytku společnosti. Na druhou stranu, stavy se formují, pokud tržní systém nezačne regulovat distribuci privilegií sám.

## Typické stavy
Typické stavy, vrstvy obyvatelstva jsou obecně zejména:
- vládnoucí stav, šlechta, často vzešlá z vojska nebo jiné vítězné organizace, a jejich administrativa a branná moc
- duchovenstvo, kněží, mnišstvo, vlastně jde o institucionalizované společenství vzdělanců, vzdělanostní pojivo generací
- sedláci, zemědělci, venkovští nádeníci, venkovské obyvatelstvo, vázané k půdě resp. místu pobytu; v nesvobodných poměrech se dostávají do nejvyšší podřízenosti, ale s určitými právy; jejich reprezentace bývá slabá;
- městské obyvatelstvo, třetí stav s kvalifikovanými profesemi řemesly, obchodem a průmyslem, svobodná povolání; střední stav s tendencí nezávislosti, městský život umožňuje se organizovat
- proletariát: prakticky bezprávní obyvatelé; otroci, tuláci, kočovníci, žebráci, prostitutky; mívají velmi malá občanská práva a nemají zastoupení v mocenských strukturách. Často bezdomovci v opovržení na okraji společnosti. Někdy se tomuto postavení blíží ženy obecně, typicky v tzv. zaostalých a ortodoxních společnostech.

Časté a opakované spojení vládnoucího stavu, šlechty s velkými majetky je sice typickým jevem, ale až druhotným, odměnou za vítězství. Prvotní je možnost mocenského úspěchu, dosáhnout porobení jiných, typicky vojensky, revolucí a podobně. V demokraciích se ale dospívá k mechanismům, jak takové vrstvení obyvatelstva omezit, obyvatelstvo zrovnoprávnit. Leckdy se také ustaví obdobně podrobnější členění, které ale nemění podstatu uvedených hlavních vrstev, například šlechta se rozdělí na velkou a malou (panstvo a rytířstvo) nebo statkáři a drobní zemědělci,
Stavovská struktura společnosti je tradičně spojována feudální společností. Obdobné uspořádání je ale možné najít i v jiných společenských formacích. Například v diktaturách se rozvrstvuje společnost podle vztahu k vůdci, případně příslušnosti k vládnoucí organizaci, v novějších dobách např. komunistické straně.
Takové uspořádání se reprodukuje opakovaně po vítězství, typicky po dobytí země cizím národem, kdy vítězný národ se stává nadřazenou třídou, kastou, stavem, někdy i na několik staletí. Pak se součástí stavovského rozvrstvení někdy stává i rasový původ, protože rasové rozlišení usnadňuje jeho udržování. To platí nejen o indických kastách, ale i o rasismu na celém světě, Česko nevyjímaje. V mírné podobě se podobné tendence vrstvení přirozeně projevují i např. po volebních vítězstvích.

## Moderní „stavy“
V novější době se na druhou stranu označení „stav“ používá i pro profesní skupiny (viz např. Rytíř českého lékařského stavu). Jako stavovské organizace se označují zejména profesní komory (například lékaři, lékárníci, advokáti, exekutoři atd.), ale existují i různé stavovské organizace studentů, hudebních skladatelů, soukromých zemědělců atd. V tomto smyslu je stavovské zřízení považováno za synonymum pro profesní a oborový korporativismus, terminologicky inspirovaný feudálním zřízením.

## Stavy v evropské minulosti
Stavy byly ve středověku a raném novověku privilegované uzavřené skupiny obyvatelstva, které získaly podíl na politické moci ve státě. Především to byla vysoká šlechta – páni, vlastnící rozsáhlý pozemkový majetek, hrady a zámky. Její příslušníci spolurozhodovali s panovníkem o dění v zemi a tak omezovali jeho moc. Zastávali důležité administrativní a soudní úřady a byli členy panovnických poradních orgánů (například královské rady). Ve 12.–13. století se v evropských zemích objevila první stavovská zastupitelstva, jako byly cortesy na Pyrenejském poloostrově, anglický parlament nebo francouzské generální stavy. V nich zasedali představitelé vysoké šlechty a také zástupci dalších stavů, drobného rytířstva, církve a královských měst. Kontrolovat panovníka se snažili především v otázce vybírání daní, vedení válek a ve výjimečných případech rozhodovali i o obsazení trůnu (například anglický parlament nebo polský Sejm). Obdobně se utvářejí všechna zastupitelstva včetně říšského sněmu a jeho orgánů.
Složení stavovských zastupitelstev a pravomoci stavů se v jednotlivých zemích lišily. Valná většina obyvatelstva, venkovští zemědělci, kteří tvořili majoritní součást společnosti, a městská chudina, byla politicky bezprávná. Existují však případy ve skandinávských zemích nebo v Aragonu, kdy získali přístup do stavovského zastupitelstva také svobodní rolníci, a stali se tak dočasně stavem. Na druhé straně ztratilo české duchovenstvo během husitských válek možnost zasedat v českém sněmu a stavem být přestalo.
Během 15.–16. století se v řadě evropských zemí prosadila státní forma centralizované stavovské monarchie (imperium mixtum). Šlo o dualistické státní zřízení, v němž se na správě a řízení státu podílel vedle dědičného panovníka také stavovsko-zastupitelský orgán (Anglie, Francie, jednotlivá německá knížectví ad.)
Schéma hierarchicky uspořádané stavovské společnosti vystřídalo ve 13. století představu o společnosti trojího lidu. To bylo spojeno s rozvojem měst, které narušily raně středověkou strukturu společnosti, která se skládala především z bojovníků, rolníků a duchovních.
Mezi lidmi panovaly hluboké rozdíly, které nebyly zapříčiněny pouze rozdílnými majetkovými poměry. Každý člověk patřil do určité společenské vrstvy. To určovalo jeho veškerý život. Podle svého postavení se lidé do značné míry chovali, bydleli, stravovali i oblékali. Nosit například jiný oděv, než jaký příslušel danému společenskému stavu, se považovalo za velmi hříšné.

## Česká stavovská obec
V Čechách se začala stavovská obec a zemský sněm formovat koncem 13. století. Nejprve vznikly stavy vyšší šlechty a duchovenstva, za husitského hnutí přibyla nižší šlechta a královská města, zatímco duchovenstvo bylo dočasně z politického života vyřazeno (nesmělo zasedat na českých sněmech). V 16. století se v Čechách lidé dělili do tří stavů: páni, rytíři a měšťané. Stavové měli politickou moc, scházeli se na zemských sněmech, kde rozhodovali o výši daní, či volili krále. V 15.–16. století měly svůj vlastní stavovský sněm také všechny vedlejší země Koruny české. Jejich složení se lišilo. Na rozdíl od českého království zasedali na těchto sněmech také církevní preláti, ale v Horní Lužici chyběla nižší šlechta, zatímco ve Slezsku tvořila zvláštní stav ještě knížata. Po bitvě na Bílé hoře se nejdůležitějších stavem na českém sněmu stalo duchovenstvo, podporující nástup habsburského absolutismu.
K převaze panovnické moci nad stavovskou spěl vývoj nejenom v českých zemích, ale také v jiných evropských monarchiích, Španělsku a Francii, později také v Anglii. Stavovskou monarchii (imperium mixtum) vystřídala pozvolna absolutní monarchie (imperium absolutum), která omezila moc stavů na minimum. To znamenalo v mnoha případech omezení nebo úplný konec svolávání stavovských zastupitelstev, jako v Čechách po porážce stavovského vojska dne 8. 11. 1620. Všem účastníkům českého stavovského povstání byl zabaven majetek, který pak dostali zástupci české katolické církve. A dne 21. 6. 1621 bylo popraveno 27 vůdců tohoto povstání.
I po bělohorské porážce však české stavy dále existovaly a přestože byla jejich moc silně omezena, stále určitý podíl na moci měly. O úplnou likvidaci jejich práv se pokusil až Josef II., ale po jeho smrti a nástupu Leopolda II. byla alespoň částečně obnovena. Za definitivní konec stavovství lze považovat revoluční rok 1848, případně rok 1861, kdy zanikly stavovské zemské výbory.

## Anglie
Anglie do nynějška rozeznává členění do tří stavů, kterými jsou šlechta, duchovenstvo a poddaní. Britský parlament se rozděluje na Horní a Dolní sněmovnu. Místa v Horní sněmovně, též zvané Sněmovna lordů (House of Lords), jsou doživotní a pro příslušníky některých šlechtických rodin i dědičná. Dědičnost omezil zákon z roku 1999, který ponechal pouze devadesát dva děditelných míst. Dolní sněmovna sestává z 650 volitelných míst.
V historii Anglie nikdy nenastala náhlá změna v rozdělení stavů, jako nastala ve většině evropských zemí po Velké francouzské revoluci. Britská šlechta se dokázala propojit s nově vzniklými elitami v podobě průmyslníků a obchodníků. Tento postupný vývoj také částečně zamezil neprostupnosti stavů, což v důsledku znamenalo, že se muž, kterému se dostalo vzdělání, mohl vypracovat mezi elitu.

## Francie

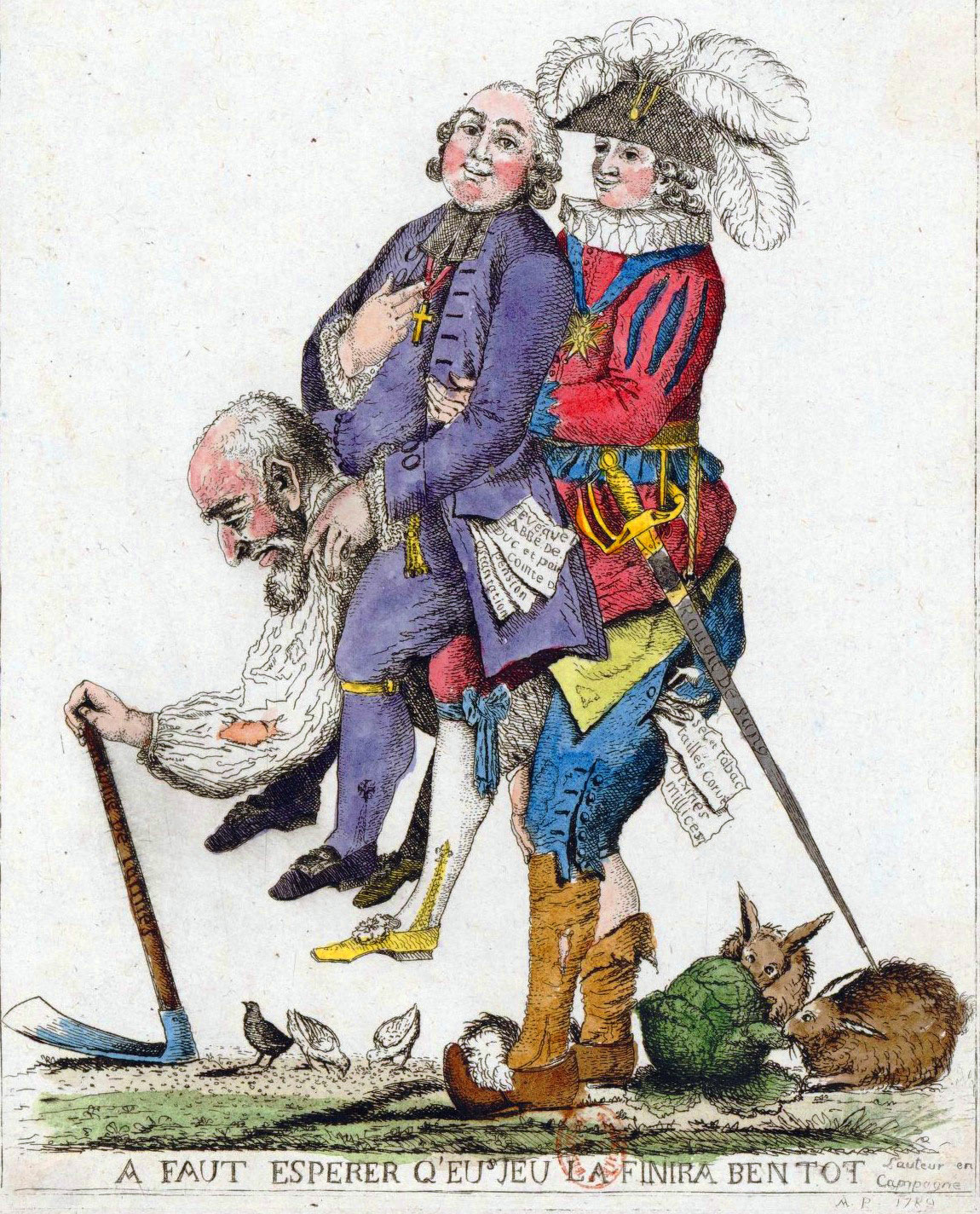
Karikatura z období Francouzské revoluce: Třetí stav nese na svých bedrech šlechtu a církev

Francouzské obyvatelstvo se na stavy dělilo především v době nazývané jako Ancien régime (začínající Francouzským absolutismem a končící francouzskou revolucí v roce 1789), kdy čítalo na 26 milionů obyvatel rozdělených do tří stavů. První stav tvořilo asi 100 000 duchovních, druhý stav zhruba 200 000 šlechticů a třetí stav, k němuž náleželo venkovské a městské obyvatelstvo, tvořilo zbylou část obyvatelstva (tzn. asi 25,7 mil.).

### První stav
První stav se dělil na vyšší a nižší duchovenstvo, přičemž velká většina příslušníků prvního stavu patřila spíše pod „nižší duchovenstvo“. Ačkoli se jednalo o privilegovaný stav a členové neplatili žádné přímé daně, nižší duchovenstvo (tvořeno mnichy, jeptišky a pařížskými knězi) bylo zpravidla chudé. To ovšem neplatilo pro vyšší duchovenstvo (např. biskupové), jejíž členové byli výlučně příslušníci druhého stavu (tzn. z urozených rodin). Přestože příslušníci prvního stavu tvořili k roku 1789 pouhé 0,5 % obyvatel, dokázali pomocí cenzury, kazatelny a škol (většina škol patřila církvi) značně ovlivňovat veřejné mínění.

### Druhý stav
Aristokracie byla nejprivilegovanější vrstvou, která tvořila ke konci roku 1789 přibližně 1 % obyvatel. Tradičně se šlechta dělila na „noblesse d'épée“ (šlechta meče) a „noblesse de robe“ (šlechta úřednického pláště). Šlechta meče je považována za nejstarší část šlechty, jejíž původ se odvozuje od středověkých rytířů, byla to šlechta se značnými majetky a tituly, která sídlila především v Paříži, Bordeaux či Toulouse, zatímco šlechtu úřednického pláště tvořili vysoce postavení administrativní pracovníci a soudci, kteří sice často neměli žádný šlechtický titul, ale jejich příslušnost k druhému stavu byla těsně spjata s jejich funkcí, kterou vykonávali většinou dědičně. Stejně jako první stav nemusel ani druhý stav platit žádné přímé daně a na svých državách vykonával soudní a policejní moc.

#### Vývoj počtu šlechticů ve Francii
Odhaduje se, že v první polovině 16. století bylo ve Francii 100 000 až 150 000 šlechticů, nicméně jejich počet vzápětí rychle klesl z důvodu náboženských válek mezi hugenoty a katolíky. Od konce 16. století s tím, jak skončily náboženské války a začal se objevovat fenomén falešných šlechticů začal počet šlechticů stoupat a na počátku 18. století tvoří tento stav již 230 000 aristokratů. Zbytek 18. století díky slabé porodnosti a kontrole šlechtictví, kterou zavedl Ludvík XIV, šlechticů výrazně ubylo.

### Třetí stav
Zbylých 98 % obyvatelstva (vyjma krále, který nebyl součástí žádného stavu) bylo součástí třetího stavu, který nesl hlavní tíhu daňového systému a vyživoval dva první stavy a královský dvůr. Venkovské obyvatelstvo platilo daně církvi, králi a vrchnostem. Příslušníky tohoto stavu bylo také měšťanstvo, které bylo leckdy majetnější než někteří příslušníci nižší šlechty, tito měšťané byli ovšem často omezováni královskými úředníky a náboženskou netolerancí vůči protestantům (ve Francii Hugenoti).

## Rusko
V pozdní ruské říši byly stavy nazývány “soslovija”. Čtyři hlavní stavy byly: šlechta, duchovenstvo, venkované a měšťané s podrobnější stratifikací. Rozdělení hrálo roli například při hlasování v Dumě nebo při sčítání lidu, kdy byl u jedince zaznamenán nahlášený stav.

## Švédsko a Finsko
Stavy ve Švédsku, Finsku a později ve Finském velkoknížectví se skládaly ze dvou vyšších stavů a dvou nižších stavů. Mezi vyšší stavy se řadila šlechta a duchovenstvo, mezi stavy nižší pak měšťané a rolníci. Všechny byly svobodné a měly svá specifická práva a povinnosti včetně práva vysílat své zástupce do Riksdagu. V Riksdagu hlasoval každý stav jako samostatný celek. Od počátku 18. století potřeboval návrh zákona schválení nejméně tří stavů a ústavní změny vyžadovaly schválení všech stavů. Do 18. století měl král právo rozhodnout, pokud stavy hlasovaly nerozhodně.

## Církev
Ve středověku byl postup mezi různými společenskými stavy nezvyklý a velmi obtížný. Středověká církev fungovala jako instituce, ve které byl postup možný jen do určitých pozic (pro prosté občany se jednalo o pozice vikáře nebo opata/abatyše). Obvykle byli na vrcholné církevní pozice (biskup, arcibiskup, hlava náboženského řádu, atd.) jmenováni pouze členové šlechty, včetně šlechty nižší, která také mohla usilovat o nejvyšší církevní pozici. Vzhledem k tomu, že duchovní nesměli vstoupit do manželského svazku, byl takový postup omezen jen na jednu generaci. Typický byl pro toto období nepotismus. Dalším možným způsobem, jak zvýšit svoji společenskou pozici, bylo zasloužením se např. nějakým vojenským úspěchem. Takové rodiny se ale vyskytovaly jen vzácně a jejich vzestup ke šlechtě vyžadoval v určitém okamžiku královské patronáty.

## Příklady stavů
| Země              | Stavy                                             | Poznámka                                                                 |
| Čechy             | Pánové, rytíři, měšťané                           | S husitskou revolucí zanikl stav duchovní                                |
| Morava            | Pánové, rytíři, měšťané                           | K tomu biskup Olomouce                                                   |
| Dolní Lužice      | Pánové, rytíři, měšťané                           | Opati z Neuzelle patřili od reformace k panskému stavu                   |
| Horní Lužice      | „Zemský stav“ a měšťané                           | Zemský stav sestával z duchovenstva a šlechty s jedním společným hlasem. |
| Dolní Rakousy     | Duchovenstvo, pánové, rytíři, měšťané             | –                                                                        |
| Horní Rakousy     | Duchovenstvo, pánové, rytíři, měšťané             | –                                                                        |
| Tyrolsko          | Duchovenstvo, šlechta, měšťané, rolníci           | Rolníci byli zastoupeni nad zemskými soudními obcemi.                    |
| Saské kurfiřtství | Šlechta a měšťané                                 | Šlechta byla rozdělena na "Amtssassen" und "Schriftsassen."              |
| Meklenbursko      | Zemští pánové (rytířstvo), duchovenstvo a měšťané | Duchovenstvo skončilo v roce 1549 s reformací                            |